# David Flakus Bosilj
David Flakus Bosilj (Maribor, 1 februari 2002) is een Sloveens voetballer die door Real Murcia van CD Castellón gehuurd wordt.

## Carrière
David Flakus Bosilj speelde in de jeugd van NK Pobrežje, NK Malečnik en NK Aluminij. Hij debuteerde in het betaald voetbal voor Aluminij op 10 mei 2019, in de met 3-0 verloren uitwedstrijd tegen NK Rudar Velenje. In de tweede helft van het seizoen 2019/20 werd hij een vaste basisspeler op het hoogste niveau van Slovenië. In 2021 vertrok hij naar het Italiaanse Hellas Verona, waar hij in de jeugd speelde, maar ook drie wedstrijden in de Serie A op de bank zat. In het seizoen 2023/24 werd hij door Hellas verhuurd aan NK Bravo, in zijn thuisland. Het seizoen erna werd hij verhuurd aan De Graafschap. Hier debuteerde hij op 21 augustus 2023, in de met 1-2 gewonnen uitwedstrijd tegen Jong Ajax. Hij kwam na de rust in het veld voor Mimoun Mahi en scoorde in de 59e minuut de 0-2. Hierna speelde hij elke wedstrijd in het seizoen, waarin hij zesmaal scoorde. Na het einde van zijn verhuurperiode vertrok hij in 2024 bij Hellas. Hij tekende bij het Spaanse CD Castellón van trainer Dick Schreuder. Hier kwam hij weinig in actie, dus werd hij in de tweede seizoenshelft aan Real Murcia verhuurd.

### Statistieken
| Seizoen                     | Club            | Land           | Competitie     | Competitie | Competitie | Beker | Beker | Overig | Overig | Totaal | Totaal |
| Seizoen                     | Club            | Land           | Competitie     | Wed.       | Dlp.       | Wed.  | Dlp.  | Wed.   | Dlp.   | Wed.   | Dlp.   |
| --------------------------- | --------------- | -------------- | -------------- | ---------- | ---------- | ----- | ----- | ------ | ------ | ------ | ------ |
| 2018/19                     | NK Aluminij     | Slovenië       | Prva Liga      | 3          | 0          | 0     | 0     | –      | –      | 3      | 0      |
| 2019/20                     | NK Aluminij     | Slovenië       | Prva Liga      | 16         | 3          | 3     | 0     | –      | –      | 19     | 3      |
| 2020/21                     | NK Aluminij     | Slovenië       | Prva Liga      | 33         | 5          | 1     | 0     | –      | –      | 34     | 5      |
| 2021/22                     | NK Aluminij     | Slovenië       | Prva Liga      | 5          | 0          | 0     | 0     | –      | –      | 5      | 0      |
| 2021/22                     | Hellas Verona   | Italië         | Serie A        | 0          | 0          | 0     | 0     | –      | –      | 0      | 0      |
| 2022/23                     | → NK Bravo      | Slovenië       | Prva Liga      | 27         | 2          | 1     | 0     | –      | –      | 28     | 2      |
| 2023/24                     | → De Graafschap | Nederland      | Eerste divisie | 37         | 6          | 2     | 0     | 2      | 0      | 41     | 6      |
| 2024/25                     | CD Castellón    | Spanje         | Segunda A      | 10         | 1          | 2     | 1     | –      | –      | 12     | 2      |
| 2024/25                     | → Real Murcia   | Spanje         | Primera Fed.   | 11         | 5          | 0     | 0     | –      | –      | 11     | 5      |
| Carrièretotaal              | Carrièretotaal  | Carrièretotaal | Carrièretotaal | 142        | 22         | 9     | 1     | 2      | 0      | 153    | 23     |
| Bijgewerkt op 19 april 2025 |                 |                |                |            |            |       |       |        |        |        |        |